# استان کله
استان کله (به لاتین: Kole District) یک منطقهٔ مسکونی در اوگاندا است که در استان شمالی، اوگاندا واقع شده‌است. استان کله ۲۳۱٬۹۶۹ نفر جمعیت دارد.